# Colina (Brasile)
Colina è un comune del Brasile nello Stato di San Paolo, parte della mesoregione di Ribeirão Preto e della microregione di Barretos.

## Storia
La nascita di questa cittadina si deve al colonnello José Venâncio Dias, proprietario delle terre che diedero origine al comune. La Fazenda Colina era divisa in tre parti: Baixada, l'attuale centro della cittadina, Baixadinha e Cabaças.
Nel 1917 fu creato il Distretto di Colina e con la legge nº 2096 del 24 dicembre 1925 fu creato il municipio, che fu ufficialmente inaugurato il 21 aprile del 1926.

## Economia
La città si è espansa grazie alla coltivazione del caffè e all'allevamento ovino. Oggi, invece, Colina è chiamata Capital Nacional do Cavalo, per i numerosi allevamenti equini e per la Festa do cavalo che si tiene ogni mese di giugno.

## Religione
Il Cristianesimo è presente nel comune come segue:

### Cattolicesimo
La chiesa cattolica nel comune fa parte della Diocesi di Barretos.

### Protestantesimo
In città sono presenti le credenze evangeliche più diverse, principalmente pentecostali, compresa la Chiesa Assemblee di Dio brasiliana (la più grande chiesa evangelica del paese), Chiesa Congregazione cristiana nel Brasile, tra gli altri. Queste denominazioni crescono sempre di più in tutto il Brasile.